# Pedicularis comosa
El gallarito amarillo (Pedicularis comosa) es una herbácea de la familia de las escrofulariáceas.

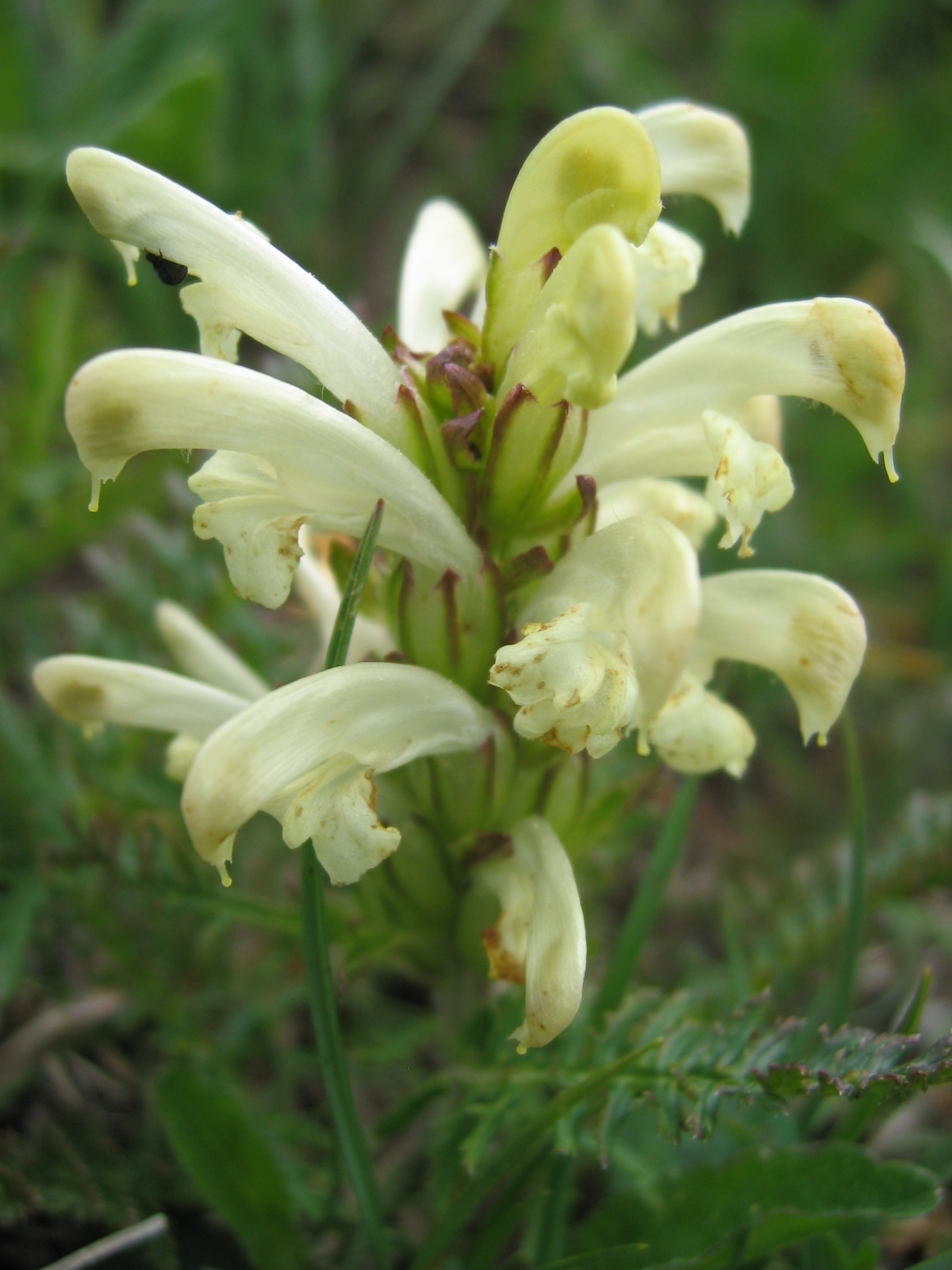
Inflorescencia

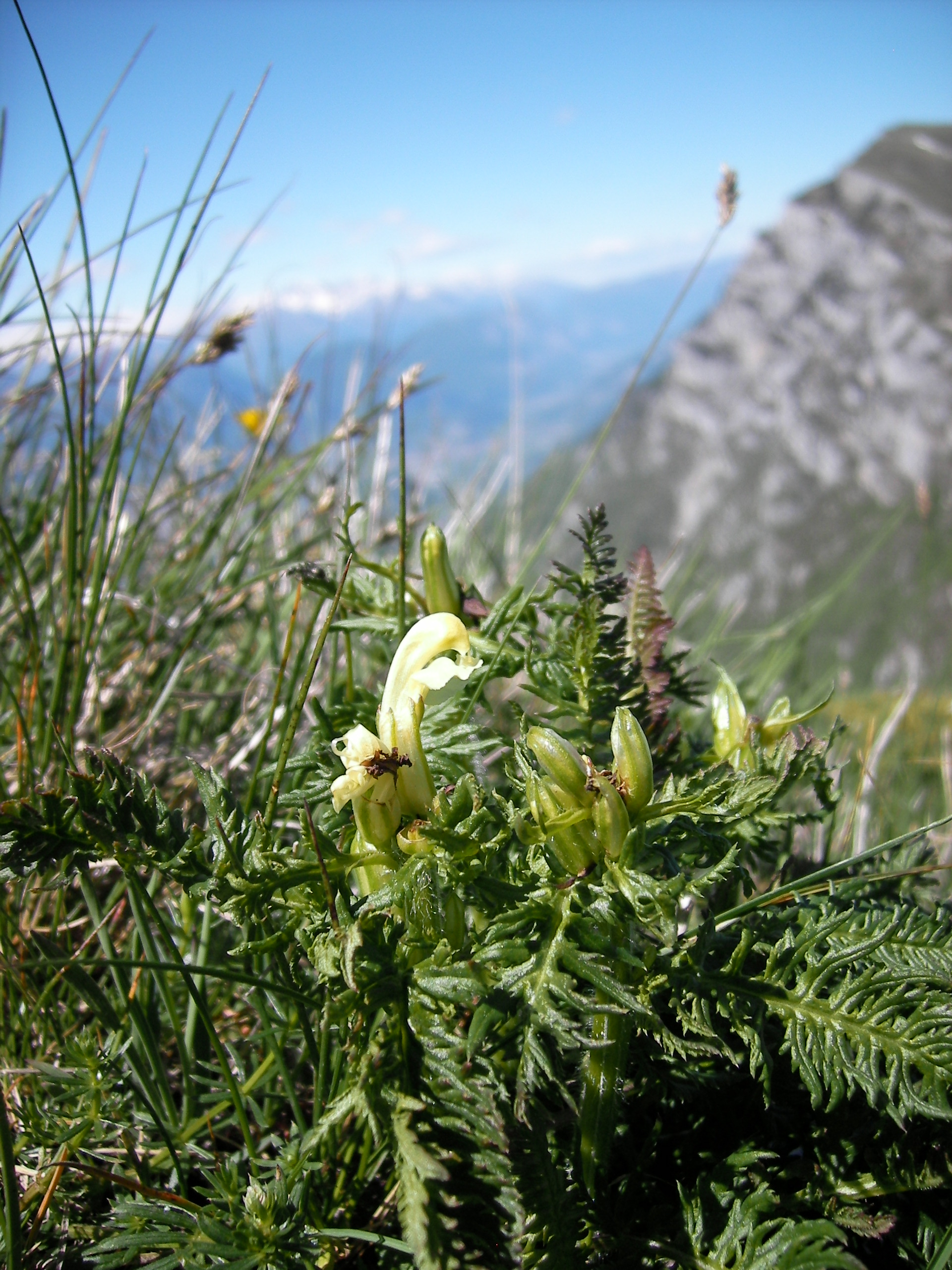
En su hábitat

## Caracteres
Hierba perenne. Tallos erectos de 15-20 cm de altura, simples. Hojas pelosas o casi glabras, de contorno lanceolado, 2 veces pinnatisectas, con segmentos linear-lanceolados, dentados. Flores en espiga densa que se alarga en la fructificación; cáliz tubular, algo infaldo, muy peloso, con dientes redondeados; corola de hasta 25 mm de longitud, bilabiada, con el labio superior lateralmente comprimido y el inferior ciliado, de color amarillo. Fruto en cápsula ovoidea, acuminada, algo mayor que el cáliz. Florece a final de primavera y en el verano.

## Hábitat
En piornales, pastos, herbazales y bosques aclarados, repisas de rocas; a una altitud de 800-2300(2500) metros en los sistemas montañosos del W y S de Europa. Montañas del Norte de la península ibérica, macizo del Moncayo y Sierra Nevada. 

## Taxonomía
Pedicularis comosa fue descrita por Carlos Linneo y publicado en Species Plantarum 600 1753.
Etimología
Pedicularis: nombre genérico que deriva de la palabra latina pediculus que significa "piojo", en referencia a la antigua creencia inglesa de que cuando el ganado pastaba en estas plantas, quedaban infestados con piojos.
comosa: epíteto latino que significa "peluda"
Variedad aceptada
- Pedicularis comosa subsp. campestris (Griseb. & Schenk) Soó

Sinonimia
- Pedicularis pyramidata Pall. ex Steven[5]